# Сярска българска община
Сярската българска община е гражданско-църковно сдружение на българите екзархисти в Сяр, Османската империя, съществувало до 1913 година, когато е закрита след Междусъюзническата война от новите гръцки власти.

## История
Българската църковна община в Сяр е образувана през 1872 година по инициатива на Стефан Салгънджиев, подпомаган от Илия Касъров и Коста Златанов. Членове на първата българска община са Илия Касъров, Коста Златанов, Ангел Иванов, Костадин Стоянов, Ичо Кулели, Панайот Мечкаров, Иванчо Велезлията, Фидан Калфа, Атанас Вишенли и Андон Василев, скоро сменен от Ангел Сапунджи. През есента на 1872 година се провежда епархиално събрание. Форумът избира за общински председател йеромонах Теодосий Гологанов, утвърждава досегашните общински членове и допълва общината с представители от селата Горно Броди, Христос, Дутлия, Горно Фращани, Вишени, Елшен и Лакос.
На 11 май 1873 година българите в Сяр за първи път отбелязват празника на Св. св. Кирил и Методий с водосвет в училището. Речите на учителя и свещеника, насърчават местните българи да започнат събирането на средства за собствен храм.
С писмо от 25 май 1873 година общината се обръща с молба до митрополит Панарет Рашев да отпусне средства за построяването на едно училище за двата пола. От съхранената кореспонденция между общината и владиката е видно, че той изпраща за целта значителни суми.
През 1875 година българската община открива и български параклис „Свети Иван Рилски“ в махалата Долна Каменица в къщата на Илия Забитов с помощта на серския мютесариф Хайдар паша и валията Мехмед Акиф паша Арнавуд. В параклиса служат свещениците Георги Петров и Ангел Константинов от Зарово, Иван Маджаров от Негован, който свещенодействал три години, а на четвъртата параклисът е затворен.
През май 1878 година Илия Касъров и Иван Братанов от името на Сярската община подписват Мемоара на българските църковно-училищни общини в Македония, с който се иска присъединяване на Македония към новообразуващата се българска държава.
През януари 1881 година са затворени училищата в Сяр, Струмица, Петрич, Мелник и други. Арестуваните учители са накарани да подпишат декларации, че се отказват от учителската професия, а на някои са наложени глоби. На 11 декември 1881 година общината се обръща към Стефан Веркович и го упълномощава да подаде от нейно име прошение до руския император Александър III за покровителството му над македонските българи, с цел спиране на злоупотребите с тях. Повод за писмото е ултиматумът на серския мютесариф за закриване на българското училище в града, провокиран от гръцки интриги. Документът е подписан от председателя Златан Миленков, секретаря Петър Сарафов и трима други общинари.
През 1885 година за временен председател на общината е изпратен свещеник Иван Маджаров, който в продължение на 7 – 8 месеца успява да стабилизира църковно-училищните дела.
След Солунските атентати от 1903 година, под въздействие на гърците, Сярската българска община е съвсем разнебитена от османската власт. Нейният председател иконом Евтим Чешмеджиев е интерниран, а секретарят ѝ Янаки Гелев, училищният инспектор Стоян Божов, енорийският свещеник Гр. Николов и други български първенци са арестувани. В града не е оставен нито един интелигентен българин и презвитера Чешмеджиева е принудена сама да управлява българските общински имоти и да поддържа контакти с Екзархията. След Илинденското въстание, през 1904 година, за председател на общината отново е изпратен иконом Иван Маджаров. В продължение на шест години – до 1910 година, той успява да възстанови положението на българщината в града и околията от преди 1903 година, да я разшири и закрепи. По време на неговото председателство всички български села в Сярското поле се отказват от Патриаршията и признават ведомството на Българската екзархия. Този успех се дължи главно на тактичността на иконом Иван Маджаров пред турските власти.
През 1913 година управляващ на общината е архимандрит Евгений Рилски.

## Архиерейски наместници на Сярската епархия и председатели на общината
| Име                          | Години                 |
| ---------------------------- | ---------------------- |
| Йеромонах Теодосий Гологанов | 1872 - ?               |
| Архимандрит Харитон Карпузов | 1880 - 1884            |
| Свещеник Иван Маджаров       | в 1885                 |
| Йеромонах Иларион Пенчев     | 1891 - 1894            |
| Йеромонах Методий Димитров   | в 1900                 |
| Икононом Евтим Чешмеджиев    | ? - 1903               |
| Свещеник Иван Маджаров       | 1904 - 1909            |
| Архимандрит Иларион Николов  | 30 ноември 1909 - 1910 |
| Архимандрит Евгений Рилски   | в 1913                 |